# Ana Isabelle
Ana Isabelle Acevedo (Caguas, Puerto Rico; 11 de abril de 1986) es una cantante, bailarina y actriz puertorriqueña. En diciembre de 2007 publicó su primer álbum, Por el Amor. Su padrino musical es el cantante puertorriqueño Luis Fonsi.

## Biografía
La carrera de Ana Isabelle comenzó a los cinco años cuando formaba parte del Coro de Niños de su ciudad de Caguas, Puerto Rico. Ha sido entrenada formalmente en canto, baile y actuación y se graduó en Relaciones Públicas y Publicidad en la Universidad de Puerto Rico. 
El 22 de noviembre de 2009 ganó la competencia de talentos "Viva el Sueño de Univision".
Ha sido bailarina de numerosos artisas, incluyendo a Luis Fonsi, Ivy Queen y Jenni Rivera. En la televisión de su país formó parte de diferentes series y también se destacó como presentadora de programas juveniles. Ha participado en importantes películas latinas para Hollywood como “Yellow”, producida por Roselyn Sánchez y “Talento de Barrio” producida por Daddy Yankee. Además, en el 2013 protagonizó una adaptación libre para la televisión de la obra teatral de Gregorio Martínez Sierra, "Canción de cuna" transmitida por WIPR junto a los actores y actrices, Bianca Carolina Santiago Aponte, Zelideth Aguayo (Ñeca) y Luis Opi Lozano. Ana Isabelle ha podido combinar sus tres pasiones incursionando en el teatro musical en obras como “¿Quién mató a Héctor Lavoe?”, “Fama: El Musical”, “A Chorus Line” y “High School Musical”. Su primer material discográfico “Por El Amor”, del cual Luis Fonsi es uno de los productores, ha tenido gran acogida en Puerto Rico. 
En 2019 fue confirmada como Rosalía en West Side Story, un remake de la película del mismo nombre de 1961.

## Discografía
- Por El Amor (2007)
- Por El Amor Deluxe Edition (2009)
- Mi Sueño (2010)

En el 2011 lanzó "La Vida Es Bella" junto a los venezolanos Chino y Nacho, el videoclip fue grabado en el Hotel El Conquistador en Fajardo, Puerto Rico. Estuvo varias semanas en el número uno en Venezuela y otros países de Latinoamérica.